# 朱秉发
朱秉发（1952年2月—），江西瑞金人。中国共产党党员。中共江西省委党校毕业，大学学历。曾应征入伍，以团政治处组织干事转业，后历任江西省供销储运公司干部、副经理、经理，省供销社总公司总经理，省供销合作社副主任、党组书记、主任，省质量技术监督局党组书记、局长等职。2008年1月当选江西省人大常委会副主任。